# Carex densifimbriata
Carex densifimbriata är en halvgräsart som beskrevs av Tang och Fa Tsuan Wang. Carex densifimbriata ingår i släktet starrar, och familjen halvgräs. Inga underarter finns listade i Catalogue of Life.